# Robert Adair (1er baron Waveney)
Pour les articles homonymes, voir Robert Adair et Adair.
Robert Alexander Shafto Adair, 1er baron Waveney (25 août 1811-15 février 1886) est un homme politique britannique du Parti libéral qui est député de Cambridge entre 1847 et 1857.

## Biographie
Né à Ballymena, dans le comté d'Antrim, en Irlande, il est l'aîné des deux fils de Robert Shafto Adair, 1er baronnet, et de sa première épouse Elizabeth Maria Strode. Il épouse Theodosia Meade en 1836 et n'ont pas d'enfants. 
Adair se présente pour la première fois aux élections au Parlement en avril 1843, lors d'une élection partielle pour la circonscription Est du Suffolk. Il échoue à nouveau lors d'une élection partielle pour l'arrondissement de Cambridge en juillet 1845 mais aux élections générales de 1847, il est élu comme l'un des deux députés de Cambridge. Il est battu aux élections générales de 1852, mais ce résultat est annulé sur pétition et il est réélu à la Chambre des communes lors de l'élection partielle qui en résulta en août 1854. Il est de nouveau battu aux élections générales de 1857 et, lors des élections générales de 1859, se présente de nouveau sans succès pour East Suffolk. Il se présente à nouveau à Canterbury aux élections générales de 1865, mais ne remporte pas de siège. Il est nommé haut shérif d'Antrim en 1853. 
Membre de la Royal Society, il devient baronnet en 1869, à la mort de son père. Il est anobli le 10 avril 1873, en tant que baron Waveney, de South Elmham dans le comté de Suffolk. Il est Grand Maître Provincial de la Grande Loge unie d'Angleterre de la province maçonnique du Suffolk au moment de sa mort. Il sert comme Lord Lieutenant d'Antrim de 1884 jusqu'à sa mort en 1886, âgé de 74 ans. La pairie s'éteint et il est remplacé comme baronnet par son frère cadet Hugh (1815–1902), qui est député d'Ipswich de 1847 à 1874. 

## Ballymena
La famille Adair possède de vastes propriétés à Ballymena et ses membres décrits comme les "pères fondateurs" de la ville. Elle est construite sur un terrain donné à la famille Adair par le roi Charles Ier en 1626, à condition que la ville organise à perpétuité deux foires annuelles et un marché du samedi gratuit. 
En 1865, Adair commence la construction du château de Ballymena, une importante résidence familiale dans le style baronnial écossais. Le château n'est achevé qu'en 1887 et est démoli en 1957 après avoir été laissé vide pendant quelques années et avoir été vandalisé. Le site est maintenant un parking. En 1870, Adair fait don du parc du peuple à Ballymena, engageant cinquante ouvriers à travailler pendant six mois à l'aménagement paysager. 